# منصور فقیریار
منصور فقیریار (زادهٔ ۳ ژانویهٔ ۱۹۸۶) یک بازیکن فوتبال اهل افغانستان است. او دروازه‌بان تیم ملی فوتبال افغانستان است و در قهرمانی این تیم در جام ملت‌های جنوب آسیا نقش مؤثری داشت.